# Naxi (grup humà)
El poble naxi (en xinès simplificat: 纳西族; en xinès tradicional: 納西族; en pinyin: Nàxī zú; en naxi: Naqxi) és un grup ètnic d'Àsia oriental que habita els vessants de l'Himàlaia a la part nord-oest de la província de Yunnan a la Xina, així com a la part sud-oest de la província de Sichuan. Els naxi formen un dels 56 grups ètnics reconeguts oficialment per la República Popular de la Xina. La classificació oficial del govern xinès inclou els mosuo com a part del poble naxi. Tot i que ambdós grups són descendents del poble qiang i malgrat les semblances existents entre les llengües respectives, els dos grups són culturalment diferents.
Hom pensa que els naxi provenien del nord-oest de la Xina i van emigrar cap al sud cap a regions poblades tibetanes, on generalment habiten les terres més fèrtils de la riberes dels rius. Els naxi, juntament amb els bai i els tibetans, comerciaven a través dels enllaços terrestres amb Lhasa i l'Índia, en l'anomenada ruta del te i els cavalls.

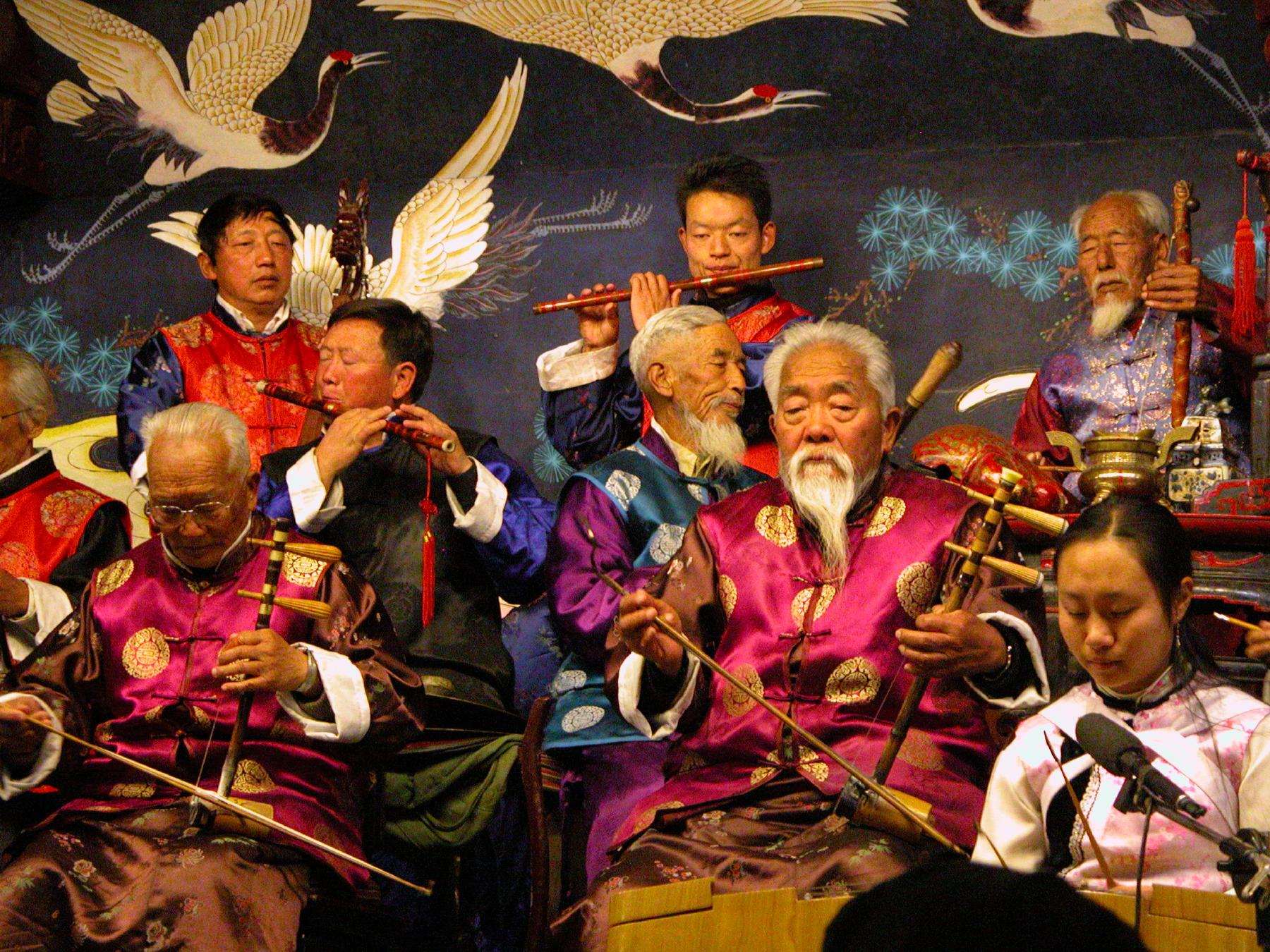
Músics naxi a Lijiang

La cultura naxi la conformen les pràctiques religioses (dongba), artístiques (pintura, arquitectura) i artesanals (brodats fets a mà, talles de fusta) natives, influenciades per les arrels confucianes de l'ètnia han. Especialment en el cas de la seva tradició musical que actua com a base de la literatura naxi. Els naxi tenen la seva pròpia llengua que escriuen en sil·labari geba i escriptura dongba, i el seu propi vestit natiu.
Alguns homes naxi segueixen l'antiga tradició de caçar amb falcons. Aquesta pràctica rarament es troba avui en altres indrets de la Xina.